# Lincoln (hrabstwo Forest)
Lincoln – miasto w Stanach Zjednoczonych, w stanie Wisconsin, w hrabstwie Forest.